# Bildstock (Kronburg)

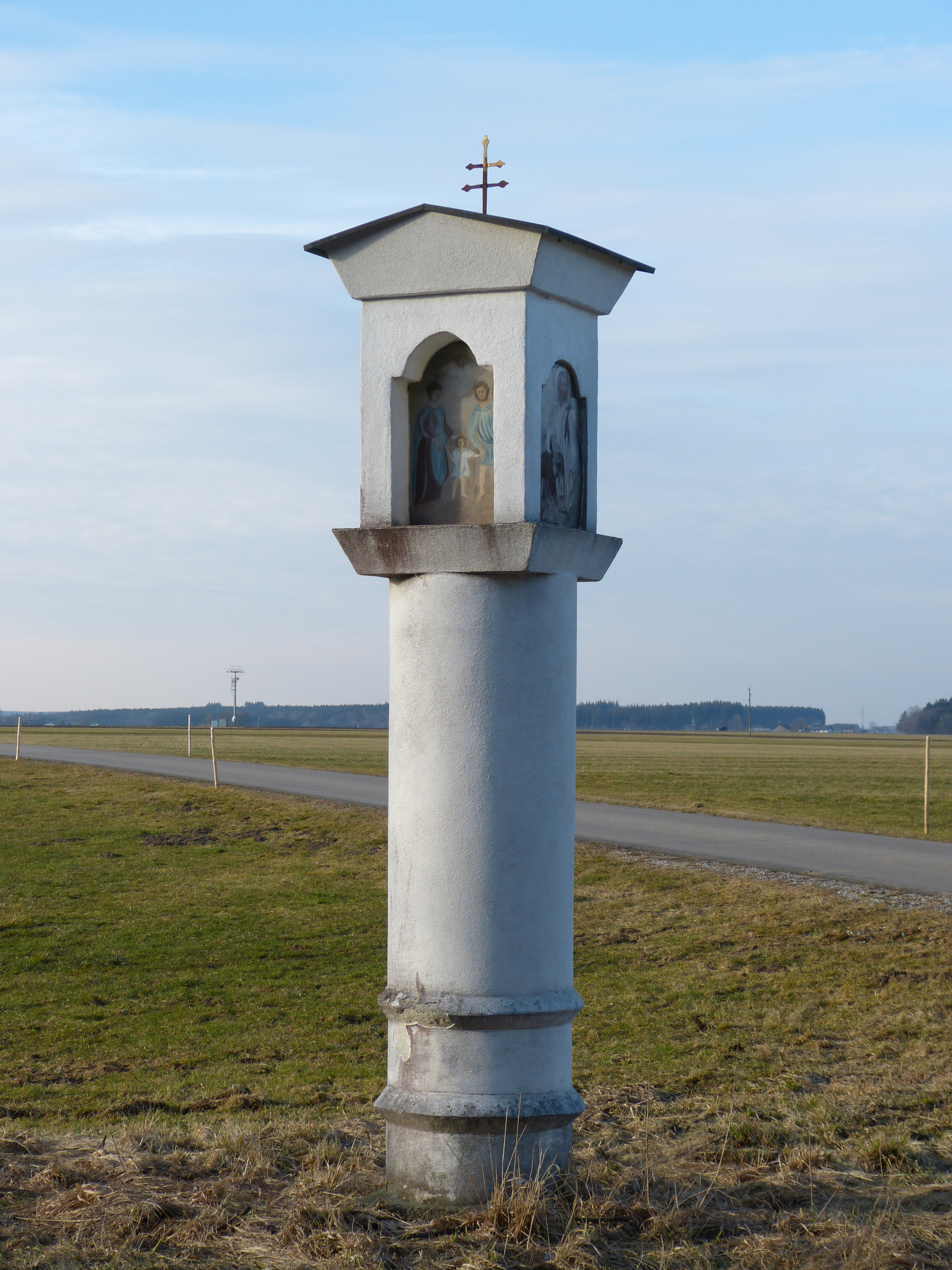
Bildstuck in Kronburg

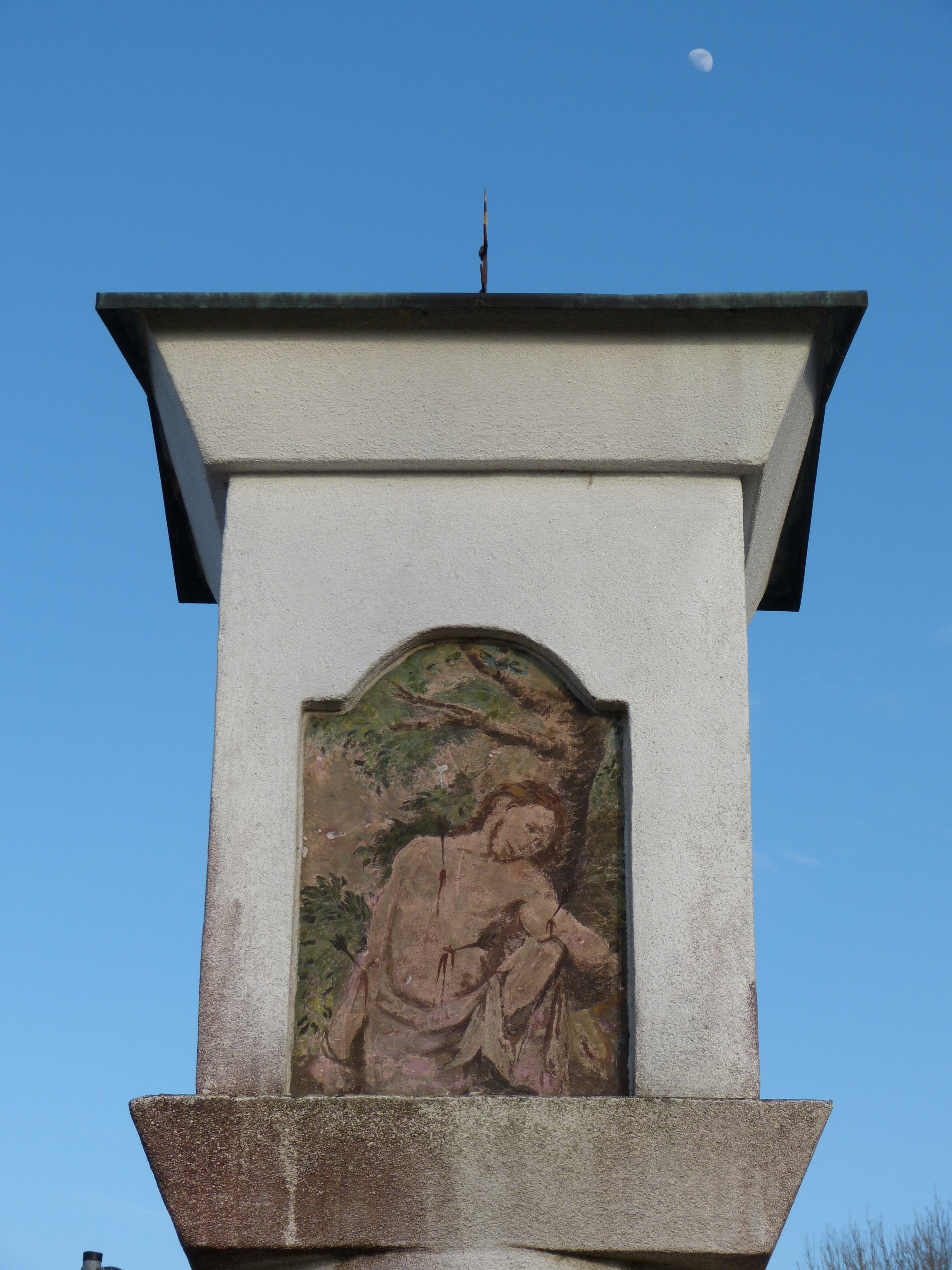
Gemälde des heiligen Sebastian, 18. Jahrhundert

Der Bildstock in Kronburg, im Landkreis Unterallgäu (Bayern), wurde im 17. Jahrhundert errichtet und steht unter Denkmalschutz. Er befindet sich westlich des Ortes an der Straße nach Illerbeuren. Der Bildstock wurde aus Ziegelsteinen gemauert und ist verputzt. Er hat die Form einer toskanischen Säule mit vierseitigem Aufsatz. In den flachen Nischen befinden sich bemalte Blechtafeln. Die vermutlich im 18. Jahrhundert geschaffenen Bilder zeigen den heiligen Franz Xaver, die Heilige Familie und den heiligen Sebastian.